# Liste der Baudenkmäler in Würzburg-Dürrbachtal
In der Liste der Baudenkmäler in Dürrbachtal sind die Baudenkmäler im Würzburger Stadtbezirk 03 Dürrbachtal aufgelistet.
Diese Liste ist eine Teilliste der Liste der Baudenkmäler in Würzburg. Grundlage der Liste ist die Bayerische Denkmalliste, die auf Basis des bayerischen Denkmalschutzgesetzes vom 1. Oktober 1973 erstmals erstellt wurde und seither durch das Bayerische Landesamt für Denkmalpflege geführt und aktualisiert wird. Die folgenden Angaben ersetzen nicht die rechtsverbindliche Auskunft der Denkmalschutzbehörde.

## Baudenkmäler im Würzburger Stadtbezirk Dürrbachtal

### Oberdürrbach
| Lage                           | Objekt                                              | Beschreibung | Akten-Nr.      | Bild                                  |
| ------------------------------ | --------------------------------------------------- | --- | -------------- | ------------------------------------- |
| Zehnthofstraße 3 (Standort)    | Ehemaliger Zehnthof des Juliusspitals               | Langgestreckter zweigeschossiger Walmdachbau, Putzmauerwerk mit geohrten Fensterrahmungen und vermauertem Wappenstein, barock, im Kern spätes 17. Jahrhundert | D-6-63-000-664 | Ehemaliger Zehnthof des Juliusspitals |
| Zehnthofstraße 3 (Standort)    | Ehemaliger Zehnthof des Juliusspitals               | Hofmauer mit bossiertem Hoftor, Hochbarock, bezeichnet „1697“ und „1825“ | D-6-63-000-664 | Ehemaliger Zehnthof des Juliusspitals |
| Zehnthofstraße 3 (Standort)    | Ehemaliger Zehnthof des Juliusspitals, Zehntscheune | Unverputzter Bruchsteinbau mit Satteldach, 18. Jahrhundert | D-6-63-000-664 | BW                                    |
| Zehnthofstraße 10 (Standort)   | Ehemaliges katholisches Pfarrhaus                   | Freistehender zweigeschossiger Walmdachbau, Putzmauerwerk mit Sandsteingliederungen, Rundbogenstil, bezeichnet „1831“ | D-6-63-000-666 | Ehemaliges katholisches Pfarrhaus     |
| Zehnthofstraße 15 (Standort)   | Wappen                                              | Vermauerter Wappenstein Echter-Wappen, Sandstein, 1832 | D-6-63-000-667 | Wappen                                |
| Nähe Zehnthofstraße (Standort) | Alte Katholische Pfarrkirche St. Joseph             | Saalkirche mit Dreiseitschluss, leicht vortretender Fassadenturm mit übergiebeltem Portal, Haubendach und seitlichen Figurennischen (heiliger Johannes der Täufer und heiliger Apostel Johannes), Putzmauerwerk mit Werksteingliederungen, Klassizismus, bezeichnet 1816, Nischenfiguren, Sandstein, spätbarock, Peter Wagner, Ende 18. Jahrhundert; mit Ausstattung | D-6-63-000-668 | weitere Bilder                        |
| Nähe Zehnthofstraße (Standort) | Kirchhofmauer                                       | Mit Pfeilerportal, Sandstein und Kalkstein, Anfang 19. Jahrhundert | D-6-63-000-668 | BW                                    |
| Nähe Zehnthofstraße (Standort) | Lourdesmadonna                                      | Sandstein, 1901 | D-6-63-000-668 | BW                                    |
| Nähe Zehnthofstraße (Standort) | Grabdenkmal für Adam Joseph Onymus                  | Sandstein, Klassizismus, bezeichnet „1836“ | D-6-63-000-668 | BW                                    |
| Nähe Zehnthofstraße (Standort) | Kreuzschlepper                                      | Sandstein, 18. Jahrhundert | D-6-63-000-669 | Kreuzschlepper                        |

### Rotkreuzhof
| Lage | Objekt                           | Beschreibung | Akten-Nr.      | Bild |
| --- | -------------------------------- | --- | -------------- | ---- |
| Alte Rimparer Straße; Kreuzäcker; am Weg Würzburg/Rimpar, ca. 400 m nordöstlich vom Rotkreuzhof (Standort) | Bildstock                        | Inschriftsockel mit Volutensäule und Reliefaufsatz Ecce Homo, Kalkstein, Rokoko, bezeichnet 1778 | D-6-63-000-724 | BW   |
| Alte Rimparer Straße; Dürrbacher Feld; ca. 1500 m nördlich vom Rotkreuzhof (Standort)                      | Sog. Schwedenkreuz               | Sühnekreuz, Sandstein, mittelalterlich | D-6-63-000-725 | BW   |
| Am Obern Garten; 300 m südlich des Rotkreuzhofes (Standort)                                                | Pietà                            | Sockel und Inschriftkartusche mit lebensgroßer Vespergruppe, Sandstein, Barock, 1728 | D-6-63-000-480 | BW   |
| Bildäcker; An der Kreuzung der Wege Würzburg/Rimpar und Versbach/Oberdürrbach (Standort)                   | Wegkapelle                       | Kleiner Rechteckbau mit Satteldach, Putzmauerwerk mit Sandsteinsturz und Backsteinortgang, bezeichnet 1786, Altarsockel, Sandstein, bezeichnet 1729, darüber Sandsteinrelief Heilige Dreifaltigkeit, 18./19. Jahrhundert | D-6-63-000-723 | BW   |
| Meile; Oberdürrbacher Straße 100 (Standort)                                                                | Bildstockaufsatz                 | Rundbogenrelief Vierzehn heilige Nothelfer in Blendmaßwerk, Sandstein, nachgotisch, um 1600 | D-6-63-000-410 | BW   |
| Oberdürrbacher Straße ()                                                                                   | Zwei Würzburger Grenzsteine      | 1572; nicht nachqualifiziert | D-6-63-000-411 |      |
| Oberdürrbacher Straße (Standort)                                                                           | Bildstock                        | Maria vom Guten Rat, 1778, erneuert 1917; nicht nachqualifiziert | D-6-63-000-412 | BW   |
| Oberdürrbacher Straße 100 (Standort)                                                                       | Ehemaliges Rittergut Rotkreuzhof | Herrenhaus, zweigeschossiger Walmdachbau, Putzmauerwerk mit geohrten Sandsteinrahmungen, 18. Jahrhundert | D-6-63-000-409 | BW   |
| Oberdürrbacher Straße 100 (Standort)                                                                       | Ehemaliges Rittergut Rotkreuzhof | Nebengebäude, ein-/zweigeschossige Walmdachbauten um einen viereckigen Hof, Putz- und Sandsteinquadermauerwerk, 19. Jahrhundert                                                                                          | D-6-63-000-409 | BW   |
| Oberdürrbacher Straße 100 (Standort)                                                                       | Ehemaliges Rittergut Rotkreuzhof | Kapelle, kleiner Rechteckbau mit Satteldach und Dreiseitschluss, Putzmauerwerk mit Pilastern und Sandsteinrahmungen, barock, 17./18. Jahrhundert                                                                         | D-6-63-000-409 | BW   |
| Oberdürrbacher Straße 100 (Standort)                                                                       | Ehemaliges Rittergut Rotkreuzhof | Hofmauer um Gutspark, unverputzter Kalkstein, 18. Jahrhundert | D-6-63-000-409 | BW   |
| Oberdürrbacher Straße 100 (Standort)                                                                       | Ehemaliges Rittergut Rotkreuzhof | Laube, Holzgitterwerk, um 1900 | D-6-63-000-409 | BW   |

### Unterdürrbach
| Lage                                                      | Objekt                                 | Beschreibung | Akten-Nr.       | Bild                                   |
| --------------------------------------------------------- | -------------------------------------- | --- | --------------- | -------------------------------------- |
| Am Riedelskreuz (Standort)                                | Sogenanntes Riedelskreuz               | Inschriftsockel eines Wegkreuzes, Sandstein, barock, bezeichnet 1737 | D-6-63-000-17   | BW                                     |
| Am Riedelskreuz; Schenkenturm (Standort)                  | Schenkenturm                           | Burgruine, als Aussichtsturm wiederaufgebauter hoher viereckiger Turm mit Zinnenkranz und umgebende Mauerreste, Kalkstein und Sandstein, um 1275, Wiederaufbau bezeichnet 1889 | D-6-63-000-18   | weitere Bilder                         |
| Dürrbachtal 67 (Standort)                                 | St. Rochus und Sebastian               | Katholische Pfarrkirche, Saalbau mit Satteldach und eingezogenem Chor mit Dreiseitschluss, Dachreiter mit Zwiebelhaube, Sandstein-Portalfassade mit Schweifblendgiebel, Spätbarock, bezeichnet 1800; mit Ausstattung; Kreuzigungsgruppe, geschweifter Sockel mit Kruzifix und Schmerzensmutter, Sandstein, Spätbarock, bezeichnet 1787            | D-6-63-000-682  | weitere Bilder                         |
| Dürrbachtal 102 (Standort)                                | Pietà                                  | Stein, 18./19. Jahrhundert | D-6-63-000-683  | BW                                     |
| Dürrbachtal 104 (Standort)                                | Relief mit Ölbergszene                 | Stein, 18. Jahrhundert | D-6-63-000-684  | BW                                     |
| Dürrbachtal 106 (Standort)                                | Bildhäuschen mit eingestellter Pietà   | Sandstein, bezeichnet 1676, erneuert | D-6-63-000-685  | BW                                     |
| Dürrbachtal 116 (Standort)                                | Heiligenfigur                          | Immaculata, Stein, 18. Jahrhundert | D-6-63-000-686  | BW                                     |
| Dürrbachtal 153 (Standort)                                | Kreuzigungsgruppe                      | Friedhofskreuz, Sandstein, 1625, mit Assistenzfiguren und Putten, Sandstein, Spätbarock, Johann Peter Wagner, um 1765 (Kopien), Renovierung, bezeichnet 1930 | D-6-63-000-693  | BW                                     |
| Dürrbachtal 234 (Standort)                                | Tabernakelbildstock                    | 19./20. Jahrhundert | D-6-63-000-687  | BW                                     |
| Nähe Neuenbrunnerweg (Standort)                           | Bildstock                              | Romanisierende oktogonale Säule mit Würfelkapitell, historistisch (?), Aufsatz rundbogig mit Relief der Kreuztragung, Rückseite hl. Georg mit dem Drachen, spätes 18. Jh. | D-6-63-000-1131 | BW                                     |
| Otto-Hahn-Straße 5, vor dem Parkplatz (Standort)          | Sogenannter Metzgerbildstock           | Bebauchter Inschriftpfeiler mit reich bestaltetem durchbrochenem Reliefaufsatz, Inschriftkartusche mit Cherubim und Metzgerzunftzeichen darüber vielfigurige Golgotha-Szene in Rundbogen mit Kreuzaufsatz, flankierende Apostelfiguren heiliger Petrus und heiliger Andreas, Kalkstein und Sandstein, Spätrenaissance/Frühbarock, bezeichnet 1679 | D-6-63-000-417  | BW                                     |
| Rudolf-Clausius-Straße 89 (Standort)                      | Bildstockaufsatz                       | Ädikulaufsatz mit Ölbergszene, Sandstein, Spätrenaissance, bezeichnet 1648, Stützpfeiler neu | D-6-63-000-497  | BW                                     |
| Stein (Standort)                                          | Moltkeruh                              | Aussichtspavillon, kleine oktogonale Eisengitterkonstruktion mit flachem Zeltdach, um 1900; zugehörige Stützmauer, Kalkstein, um 1900 | D-6-63-000-416  | BW                                     |
| Steinburgstraße 88; vor der Gartenmauer; ()               | Tabernakelbildstock                    | mit Pietà, bezeichnet 1879; nicht nachqualifiziert, im Bayerischen Denkmal-Atlas nicht kartiert | D-6-63-000-688  |                                        |
| Unterdürrbacher Straße 79 ()                              | Pietà-Figur                            | Um 1800; nicht nachqualifiziert, im Bayerischen Denkmal-Atlas nicht kartiert | D-6-63-000-581  |                                        |
| Unterdürrbacher Straße 237 (Standort)                     | Bildstock mit Marienkrönung            | Bezeichnet 1750 | D-6-63-000-582  | BW                                     |
| Unterdürrbacher Straße 341 (Standort)                     | Pietà                                  | Inschriftsockel mit Pietà, Sandstein, 1769 | D-6-63-000-689  | BW                                     |
| Unterdürrbacher Straße 356 (Standort)                     | Ehemaliges Pfarrhaus                   | Freistehender zweigeschossiger Mansardwalmdachbau, Putzmauerwerk mit gebohrten Sandsteinrahmungen, Spätbarock, Ende 18. Jahrhundert | D-6-63-000-690  | BW                                     |
| Unterdürrbacher Straße 359 (Standort)                     | Pietà                                  | Sandstein, 18. Jahrhundert | D-6-63-000-691  | BW                                     |
| Unterdürrbacher Straße 379; an der Gartenmauer (Standort) | Tabernakelbildstock                    | Wohl 19. Jahrhundert | D-6-63-000-692  | BW                                     |
| Veitshöchheimer Straße ()                                 | Terrassengarten                        | mit zwei Gartenhäusern, Neurenaissance, um 1890 | D-6-63-000-599  |                                        |
| Veitshöchheimer Straße 98 (Standort)                      | Katholische Kuratiekirche Heilig Geist | Rotsandsteinquaderbau auf gerundetem Dreiecksgrundriss mit Stutzkuppel, Nachkriegsmoderne, Alois Giefer und Hermann Mäckler (Frankfurt), 1958; mit Ausstattung | D-6-63-000-777  | Katholische Kuratiekirche Heilig Geist |
| Veitshöchheimer Straße 162 a ()                           | Bildstockaufsatz                       | mit Schmerzhafter Muttergottes, 18. Jahrhundert; nicht nachqualifiziert, im Bayerischen Denkmal-Atlas nicht kartiert | D-6-63-000-601  |                                        |
| Röthenfelder (Standort)                                   | Kreuz                                  | Gebauchter Sockel mit Doppelkreuz (Patriarchenkreuz) Kalkstein, um 1800 | D-6-63-000-670  | Kreuz                                  |

## Abgegangene Baudenkmäler
In diesem Abschnitt sind Objekte aufgeführt, die früher einmal in der Denkmalliste eingetragen waren, jetzt aber nicht mehr existieren, z. B. weil sie abgebrochen wurden. Aktennummern in diesem Abschnitt sind ehemalige, jetzt nicht mehr gültige Aktennummern.

### Dürrbachau
| Lage                                 | Objekt                                 | Beschreibung                                      | Akten-Nr.      | Bild |
| ------------------------------------ | -------------------------------------- | ------------------------------------------------- | -------------- | ---- |
| Veitshöchheimer Straße 28 (Standort) | Terrassengarten mit zwei Gartenhäusern | Neurenaissance, um 1890                           | D-6-63-000-599 | BW   |
| Veitshöchheimer Straße 30 (Standort) | Weinberg-Wohnhaus                      | Historisierender Jugendstil, um 1905; Relieftafel | D-6-63-000-600 | BW   |